# Klimaat van het noordpoolgebied

Een kaart van het noordpoolgebied

Het klimaat van het noordpoolgebied wordt gekarakteriseerd door lange, koude winters en korte, koele zomers. Er is grote variatie in het klimaat van het gebied. Sommige delen zijn bedekt door permafrost en bijna alle delen hebben te kampen met lange periodes van sneeuwval en ijs. De gemiddelde temperatuur in januari varieert van −34 °C tot 0 °C. De temperatuur in de winter kan in sommige delen zelfs onder de −50 °C komen. De gemiddelde temperatuur in juli varieert van ongeveer −10 °C tot ongeveer 10 °C.
Het noordpoolgebied bestaat merendeels uit water omringd door land. De temperatuur wordt hierdoor gematigd. In de winter weerhoudt het relatief warme water de Noordpool ervan de koudste plek in het noordelijk halfrond te worden. Het ontbreken van nabij vasteland is een van de redenen dat Antarctica velen malen kouder is dan de noordpool.

## Het noordpoolgebied
Er zijn verschillende definities van het noordpoolgebied. De meest geaccepteerde daarvan is het gebied ten noorden van de noordpoolcirkel.

## Zonnestraling

De hoeveelheid daglicht dat de oppervlakte raakt

Het overgrote deel van de energie op het aardoppervlakte komt in de vorm van zonnestraling. Variatie in de hoeveelheid zonnestraling heeft grote impact op het globale en regionale klimaat. Gemiddeld genomen is breedtegraad de prominente factor die de hoeveelheid zonnestraling in een gebied bepaald. Ook speelt de lengte van een dag een grote rol op de hoeveelheid zonnestraling. De 24 uur durende dagen in de noordpoolcirkel zorgen ervoor dat het overgrote deel van zonnestraling in de zomer de oppervlakte raakt. Tijdens de juniwende raken, in de loop van één dag, 36% meer zonnestralen de oppervlakte van de Noordpool dan een willekeurige plek op de evenaar.
Niet alleen beïnvloedt de hoeveelheid zonnestraling die een bepaald oppervlakte raakt de temperatuur, de albedo van dat oppervlakte doet dat ook. Door de relatief hoge albedo in het noordpoolgebied wordt de temperatuur nog verder naar beneden gebracht.

## Temperatuur

Gemiddelde temperaturen in de noordpoolcirkel in januari

Gemiddelde temperaturen in de noordpoolcirkel in juli.

Het noordpoolgebied wordt vaak gezien als een gebied dat bedekt is in permafrost. Hoewel een groot deel van het gebied relatief koud is, is er veel variatie tussen locaties en seizoenen. In de hele noordpoolcirkel ligt de gemiddelde temperatuur in de winter onder het vriespunt.
De laagste temperatuur op het noordelijk halfrond ligt niet in het noordpoolgebied, maar in het oosten van Rusland. Dit komt door het landklimaat in die regio, waardoor de temperatuur niet wordt gematigd door de zee. De laagste temperatuur ooit gemeten op het noordelijk halfrond is het onderwerp van controverse vanwege het gebruikte meetinstrument. Deze temperaturen werden gemeten met behulp van een alcoholthermometer, die minder nauwkeurig is dan een kwikthermometer. De laagste temperatuur van −67,7 graden Celsius werd gemeten in Ojmjakon op 6 februari 1933 en in Verchojansk op 5 en 7 februari 1892.

### Temperatuurstijging
De opwarming begon in de 19e eeuw na de industriële revolutie. De temperatuur in het noordpoolgebied stijgt gemiddeld sterker dan op de rest van de aard. In 2015 was de gemiddelde temperatuur ongeveer 1 graden Celsius gestegen ten opzichte van de 19e eeuw. Op landmassa's in het noordpoolgebied werd echter een temperatuurstijging van 2,8 graden Celsius geconstateerd.

#### 2016
De temperatuur in het noordpoolgebied is in 2016 sterk gestegen en ligt ongeveer 3,5 graden Celsius hoger dan in 1900. De watertemperatuur is ook gestegen, de temperatuur van de Barentszzee lag ongeveer 5 graden Celsius boven de gemiddelde temperatuur in augustus. De sneeuwval in het gebied neemt ook sterk af. In het voorjaar van 2016 lag in het noordelijke deel van Alaska, Canada en Groenland nooit zo weinig sneeuw.

#### Gevolgen

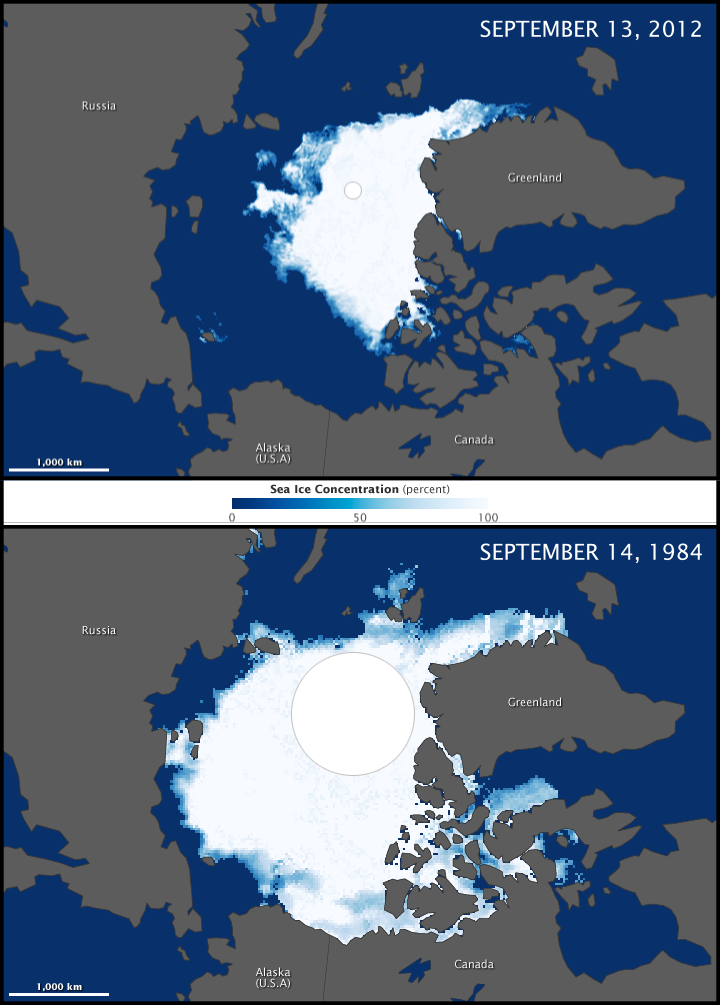
De twee kaarten laten de minimum hoeveelheid zee-ijs zien in 2012 (boven) en 1984 (onder)

Volgens verschillende klimaatonderzoekers is een afname van het drijfijs het gevolg van de temperatuurstijging in de laatste 10 jaar. De hoeveelheid ijs in het noordpoolgebied neemt met ongeveer 3,5 - 4,1% af per 10 jaar. De gemiddelde ijsdikte is tussen 1980 en 2008 waarschijnlijk met ongeveer 1,3 tot 2,3 meter afgenomen.

## Neerslag
In de winter valt de neerslag voornamelijk in de vorm van sneeuw, in de zomer kan er sneeuw en regen vallen, dit verschilt per gebied. Alleen op sommige delen van de Groenlandse ijskap valt er alleen sneeuw in ieder seizoen.
Er zit veel verschil in de hoeveelheid neerslag per gebied. In sommige gebieden zoals de Canadese Arctische Eilanden valt minder dan 150 mm neerslag per jaar, terwijl er in andere gebieden zoals delen van zuidoost Groenland meer dan 1200 mm neerslag per jaar kan vallen.

### Arctische bekken
Het arctische bekken is een van de droogste gebieden in het noordpoolgebied. Op het grootste deel van het bekken valt minder dan 250 mm neerslag per jaar. In kleinere regio's ten noorden van Spitsbergen kan tot ongeveer 400 mm neerslag per jaar vallen.

### Canadese Arctische Eilandengroep
In het zuiden van de Canadese Arctische Eilandengroep valt veel meer regen dan in het noorden. De noordelijke eilanden ontvangen ongeveer net zoveel neerslag als het centrum van het arctische bekken. De zuidelijke eilanden ontvangen gemiddeld 500 mm neerslag per jaar.

## Zee-ijs
Zee-ijs is de benaming voor bevroren zeewater. Het overgrote deel van de zee in het arctische bekken is het hele jaar door bedekt met zee-ijs. In de rest van het gebied is de zee alleen bedekt met zee-ijs in de winter. Zee-ijs is relatief dun, over het algemeen minder dan vier meter dik.
Het is op verschillende manieren belangrijk voor het klimaat in het noordpoolgebied. Het vermindert de warmtegeleiding van de zee naar de atmosfeer, wat de temperatuur omlaag brengt. Ook verhoogt het de gemiddelde albedo.
Wind en zeestromingen zorgen ervoor dat het zee-ijs constant beweegt.

## Wind
Windsnelheden in de arctische bekken en het westen van de Canadese Arctische Eilandengroep zijn gemiddeld 4 tot 6 meter per seconde (14 en 22 kilometer per uur). De winden in het gebied zijn over het algemeen het sterkst in de winter, wanneer ze tot wel 50 meter per seconde kunnen bereiken.